# روهیلد
شهر روهیلد (به آلمانی: Römhild) در ایالت تورینگن در کشور آلمان واقع شده‌است.